# V велико народно събрание
Петото велико народно събрание (V ВНС) е велико народно събрание, заседавало в Търново от 9 юни до 9 юли 1911, брой народни представители – 414.

## Избори
Изборите за V ВНС са насрочени с указ на княз Фердинанд I № 214 от 18 април 1911 г. и се провеждат на 5 юни същата година и са спечелени от коалицията Народна партия и Прогресивнолиберална партия с 342 места при избирателна активност от 54%.

## Цел
Целта на Петото велико народно събрание е да се променят членове 6, 17, 19, 24, 35, 38, 55, 72, 73, 86, 121, 127, 161 и да се отмени член 76 от Търновската конституция. Сред по-важните промени е тази на член 17, чрез която се ограничават правомощията на Народното събрание за сметка на тези на царя. Обръщенията към монарха се променят от „княжески“, „княз“ на „царски“ и „цар“. Също така монархът започва да носи титлата „Негово величество цар на българите“, а престолонаследникът „Царско височество“. Сред другите промени са намаляване на мандата на Обикновеното народно събрание от 5 на 4 години, българският владетел трябва да изповядва източното православие с изключение на сегашния владетел, увеличава се броят на министерствата и други.

## Състав и гласувания
Избрани са общо 426 народни представители, но на самото гласуване участват 391 души. При гласуването 326 са „за“ измененията, 64 „против“ и 1 „въздържал се“.
От Пещерска околия са избрани Ангел Горанов, Щерю Костадинчев, Крум Карагьозов и д-р Петко Главинов.

## Председатели
- д-р Стоян Данев
- Марко Балабанов

### Подпредседатели
- Михаил Маджаров
- Иван Пеев-Плачков